# オネオンデ
オネオンデは、長崎県五島市の旧富江町地域に伝わる念仏踊り。
江戸時代に豊作を願う踊りとして始められた。その後、明治・大正時代までは、藩主のお墓や神社などに踊りを奉納していたが、現在は、初盆のお墓の前で亡くなった人たちのために踊っている。
オネオンデという名は「出ておいで」という意味の「おねよね」からきている。農家の人たちが稲や麦の種をまいたあと早く芽が出るようにと祈って「おねよね」と唄っていたところからこの名前がついたらしい。
昔は山下、岳、山手、丸子、琴石、太田、横ヶ倉、松尾、狩立、黒島の各地区で行われていたが、現在では山下と狩立のみ。狩立地区は小学生が、山下地区は高校生が踊る。蒲の葉の腰蓑を付け、首に掛けた太鼓を歌と鉦に合わせながら踊る。歌は上手（かみて）と下手（しもて）に別れ、上手は鉦を手に持ち歌に合わせて鳴らす。歌と鉦は地元の大人で組織する保存会が受け持つ。
五島市にはオネオンデ以外にも、福江の「チャンココ」、玉之浦町の「カケ」、三井楽町の「オーモンデー」など、同系の念仏踊りが伝わっている。